# Aeroportul Sentani
Aeroportul Sentani (IATA: DJJ, ICAO: WAJJ) este un aeroport din Jayapura⁠(d), Papua⁠(d), Indonezia ce deservește zona Jayapura. Aeroportul a fost tranzitat în 2018 de 2.334.614 pasageri. A fost deschis în 1944.
Situat la o altitudine de 88 m, aeroportul dispune de o singură pistă. Este operat de Ministry of Transportation⁠(d).